# Johann Augustin von und zu Zwerger

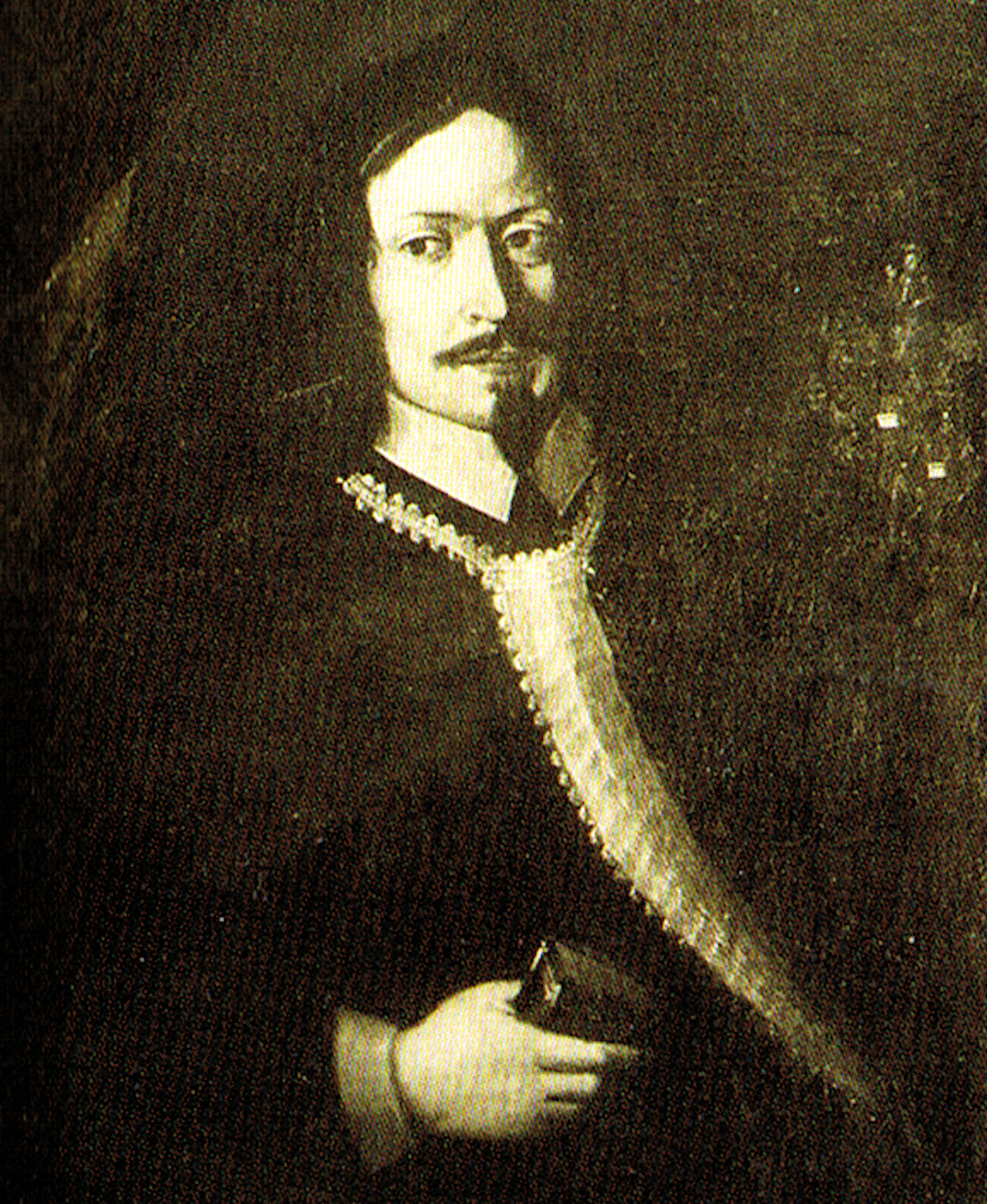
Johann Augustin Zwerger Gemälde um 1625

Johann Augustin Zwerger (* 1588; † 4. September 1648 in Kirnberg) war ein Wiener Theologe und Wissenschaftler. Er entstammte dem Geschlecht der Zwerger vom Walchensee.

## Leben
Zwerger war studierter Theologe, Domherr, Universitätsprofessor und Kanzler der Universität Wien. Am 25. Juli 1625 erhob ihn Kaiser Ferdinand in den Reichsadelsstand.
Kaiser Ferdinand annullierte am 11. Januar 1626 die zwischen Maria Ursula Saur und deren Vormund Ferdinand Elbogner geschlossene Heiratsabmachung und wies Zwerger per Dekret an, für die Entlassung der Dame aus dem Jungfrauenkloster St. Lorenz zu sorgen, damit diese mit Augustin Marandi die Ehe eingehen könne. Zwerger kam dieser Aufforderung umgehend nach und gab die Weisung an die Leiterin des Klosters am 15. Januar weiter. Im Mai 1626 gab es mehrere Schriftwechsel zwischen Tobias Schwab, Offizial des Kardinals Melchior Khlesl in Rom, und Zwerger in Wien. Dabei ging es um die Gründung eines neuen Klosters durch die Patres S. Francisei de Paula (genannt Minimi). Der Kardinal lehnte diese Ordensgründung zunächst ab, da Wien verarmt sei. Daraufhin kam es zu einem Streit mit dem apostolischen Nuntius Karl Caraffa, der damit endete, dass Kardinal Zwerger nun seine Zustimmung für die Aufnahme der Minimi übermittelte.
Eine Urkunde vom 18. November 1629 bezeugt die an diesem Tag durch den Kanonikus Johann Augustin Zwerger erfolgte Beschreibung aller Kleinodien, die zum Inventar der St. Pongratz Kirche gehören. Am 3. April 1630 verfasste er in Wien einen Bericht über ein Verbot gegen den Nuntius Pallotta, die am Karfreitag heilige Kommunion zu zelebrieren. Aus einer Urkunde aus dem Dezember 1630 geht hervor, dass er gemeinsam mit Anton von Kremsmünster und Tobias Schwab (Bistum Wien) als Testamentsvollstrecker für Kardinal Melchior Khlesl fungierte, dessen Testament er als Domherr von St. Stephan in Gegenwart von Tobias Schwab und Matthias Geisler (Bistum Neustadt) am 14. September 1630 in der Wiener Neustadt verfasst hatte.
Im April 1642 erteilte ihm Bischof Philipp Friedrich die Erlaubnis die Propstwahl bei St. Dorothea zu leiten. Bischof Philipp Friedrich erteilte ihm am 6. August 1645 Weisungen über die Anordnungen während der Pestzeit. Als letzte Handlung ist in diesen Urkunden eine Erneuerung einer durch Bischof Brenner am 9. September 1645 veröffentlichten neuen Pfarreinteilung Wiens. Da diese nur wenig Beachtung fand, musste Generalvikar Zwerger sie am 31. Dezember 1646 nochmals publik machen.
Sein Grabmal befindet sich im Stephansdom in Wien.

## Wirken
In Niederösterreich wurde an der Grenze zwischen Texingtal und Frankenfels von ihm das Schwabeck-Kreuz errichtet.